# Шевченко, Александр Евсеевич
Александр Евсеевич Шевченко (10.10.1924, Молчановка — 20.08.1944, ст. Мовилени, Румыния) — помощник командира взвода 21-го стрелкового полка 180-й стрелковой дивизии 27-й армии 2-го Украинского фронта, старший сержант. Герой Советского Союза (1945).

## Биография
Родился 10 октября 1924 года в селе Молчановка Ракитнянского района Киевской области. Украинец. Член ВЛКСМ с 1944 года.
До начала Великой Отечественной войны окончил среднюю школу. Во время оккупации Киевской области помогал партизанам. В январе 1944 года, после освобождения Ракитнянского района, был призван в ряды Красной Армии. Воевал на 1-м Украинском и 2-м Украинском фронтах.
Августовской ночью 1944 года в районе румынского города Яссы раздались мощные залпы нашей артиллерии. Советские войска начали прорыв долговременной обороны противника. На голову врага обрушились тысячи снарядов, мин и бомб. Взлетали в воздух блиндажи и дзоты.
На рассвете 20 августа 1944 года был дан сигнал к атаке. Рота, в которой служил А. Е. Шевченко, должна была стремительным броском захватить сильно укреплённую высоту, являвшуюся ключом к обороне противника.
Несмотря на ураганный огонь врага, рота смело атаковала гитлеровцев, ворвалась в траншеи и, продвигаясь по ходам сообщения, в упор расстреливала фашистов. А. Е. Шевченко всё время был впереди, увлекая воинов личным примером. Мужественно сражались солдаты его отделения.
Смяв врага в первой траншее, рота устремилась в глубь обороны противника. Но там наступление было задержано сильным огнём из вражеского дзота. Пулемётные очереди прижали солдат к земле. Создалось трудное положение. И тогда в грохоте и свисте пуль воины услышали энергичный голос А. Е. Шевченко: «За Родину, вперёд!».
Командир отделения ринулся первым. Солдаты побежали за ним. Каждая новая перебежка сокращала расстояние до дзота. Вот уже осталось 100 метров. Ливень пуль всё усиливался, преграждая путь советским воинам. Но боевой приказ должен быть выполнен.
И тогда А. Е. Шевченко принял решение. Одному из солдат он приказал вести огонь по амбразуре, а сам пополз к дзоту. Он продвигался всё ближе и ближе. Бойцы увидели, как А. Е. Шевченко с гранатами в руках бросился вперёд. Раздались взрывы. Это сержант А. Е. Шевченко кинул в дзот две гранаты. Вражеский пулемёт замолк, и пехотинцы бросились в атаку. И тут пулемёт застрочил снова. Тогда Александр Евсеевич Шевченко поднялся во весь рост и своим телом закрыл амбразуру. Похоронен на станции Мовилени, северо-западнее города Яссы.
Указом Президиума Верховного Совета СССР от 24 марта 1945 года за беспримерный героизм, проявленный в бою с немецко-фашистскими захватчиками сержанту Александру Евсеевичу Шевченко посмертно присвоено звание Героя Советского Союза.
Награждён орденом Ленина.
Навечно зачислен в списки воинской части. В посёлке Ракитное установлен бюст Героя, его именем названа улица.
В городе Тараща Киевской области в честь А. Е. Шевченко назван Таращанский техникум механизации и электрификации сельского хозяйства.